# Arthropleura
Arthropleura Jorden and Meyer, 1854 è un genere di millepiedi che visse tra il Carbonifero inferiore (Viséano) e il Permiano inferiore (Sakmariano), tra 336 e 290 milioni di anni fa, i cui resti fossili sono stati rinvenuti in Germania, Regno Unito, Francia, Belgio e Sardegna.

## Descrizione

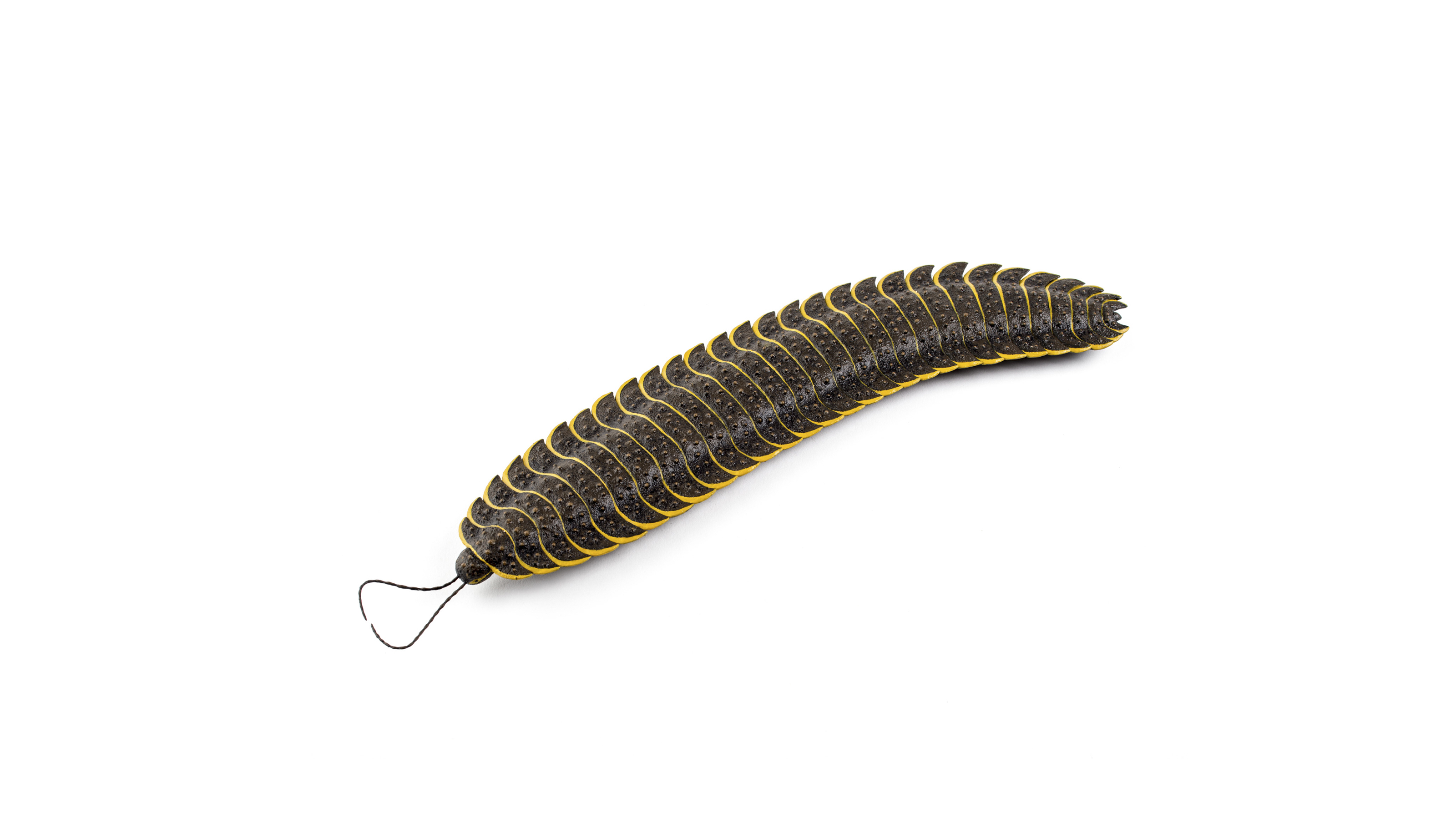
Ricostruzione di Arthropleura al MUSE di Trento

Non sono stati rinvenuti fossili integri ma si calcola che la sua lunghezza raggiungesse i 2,6-2,9 metri. Si pensa che il corpo fosse composto da una trentina di parti segmentate protette con delle piastre laterali e che la sua dieta fosse stata composta da vegetali in decomposizione. Si tratterebbe del più grande invertebrato noto tra quelli di terraferma e sicuramente, per le sue dimensioni, i suoi predatori dovevano essere pochi.

## Sistematica
Questo millepiedi sembra essersi evoluto da altri artropodi terrestri come i comuni miriapodi  che, a causa dell'elevata concentrazione di ossigeno dovuta forse alla grande quantità di foreste esistenti in quel periodo, e della iniziale mancanza di grossi predatori, aumentarono le dimensioni. Si può supporre che questi grandi artropodi terrestri avessero un sistema di respirazione basato su trachee come i loro affini odierni ma più facilmente l'animale poteva essere dotato di primitivi polmoni (infatti i resti fossili non presentano spiracoli), apparati che comunque soltanto in presenza di elevate concentrazioni di ossigeno potevano permettergli una respirazione efficace data la dimensione del corpo. 

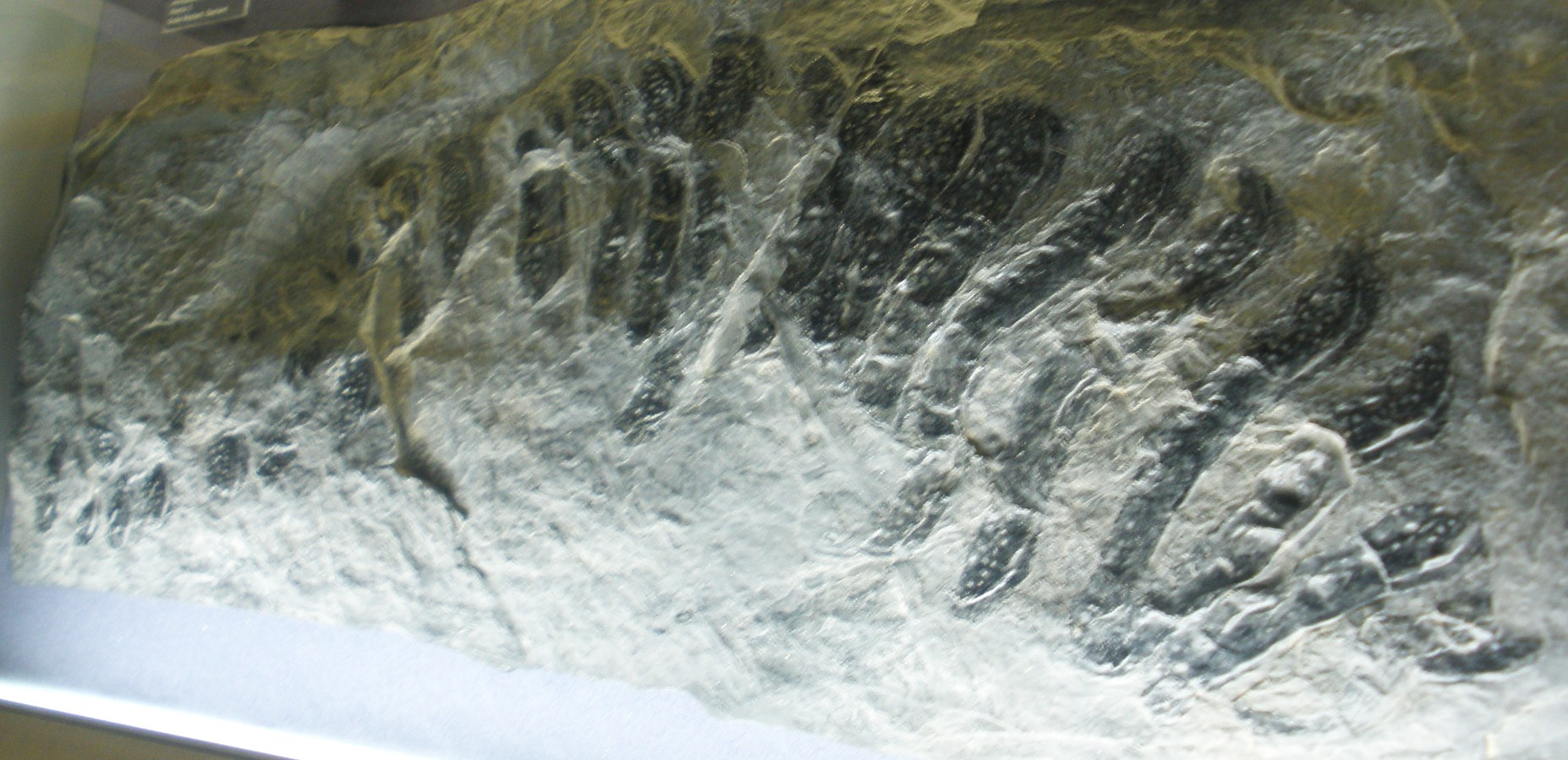
Fossile di Arthropleura armata - Senckenberg Museum, Francoforte

Il corpo dell'Arthropleura era allungato e metamerico come quello degli odierni diplopodi (ed era provvisto di forse trenta paia di zampe) ma ogni elemento (metamero) presentava due espansioni laterali che gli conferivano una struttura piatta e che, oltre a favorire il movimento nei sottoboschi paludosi, potevano forse difendere le zampe dagli attacchi di eventuali predatori.
Data la lacunosità dei resti fossili non conosciamo con esattezza il suo apparato boccale ma gli studiosi suppongono che come i suoi simili attuali, fosse erbivoro e/o si nutrisse di vegetali in decomposizione.

## Estinzione
Il genere  Arthropleura si estinse all'inizio del Permiano, cioè quando il clima diventò più secco, distruggendo le umide foreste dove l'animale viveva e causando così, oltre ad una relativamente rapida desertificazione, una certa diminuzione del livello di ossigeno che, insieme alla azione di grossi predatori (anfibi prima e rettili poi), ne determinò l'estinzione.
La stessa sorte toccò probabilmente a tutti gli altri grandi artropodi terrestri coevi come ad esempio la grande libellula Meganeura.

## Nella cultura di massa
Una ricostruzione di questo animale è presente al Parco Natura Viva nel Parco delle estinzioni.
Questo gigante artropode appare come protagonista del secondo episodio della prima stagione della serie di fantascienza britannica Primeval e nella miniserie Prehistoric Park. Fa la sua apparizione anche nel film Dinosaur Island - Viaggio nell'isola dei dinosauri, dove mette temporaneamente in difficoltà i protagonisti. Guadagna maggior fama nel pubblico in campo videoludico quando viene aggiunta nel noto videogioco Ark: Survival Evolved, dove è presentata con la speculativa abilità di sputare veleno.